# Karl Bernhard Kruse
Karl Bernhard Kruse (* 20. Februar 1952 in Kiel; † 13. Mai 2020) war ein deutscher Bauforscher und Denkmalpfleger (Diözesankonservator des Bistums Hildesheim).

## Leben
Karl Bernhard Kruse wuchs in einer streng katholischen Familie als Sohn eines Eisenbahners und einer Pelznäherin zusammen mit sechs Geschwistern in Kiel auf. Nach der Mittleren Reife beschloss er, Priester zu werden, und ging daher auf das Franziskanerkolleg in Vlodrop, wo er 1973 das Abitur ablegte. Anschließend begann er ein Theologiestudium an der Universität München und schrieb sich gleichzeitig an der TU-München für Architektur ein. 1978 legte er sein Diplom in Architektur ab, 1980 erwarb er das Diplom in Theologie. 1979/80 arbeitete Kruse zunächst als wissenschaftlicher Assistent bei Gottfried Gruben am Lehrstuhl für Baugeschichte der Technischen Universität München und ging dann als Bauhistoriker nach Lübeck. Spätestens seit seiner Heirat 1977 stand fest, dass er die ursprünglich angedachte theologische Laufbahn aufgeben und sich ganz der Architektur widmen würde. 1984 wurde er Mitarbeiter des Niedersächsischen Landesamtes für Denkmalpflege in Hannover. Am 1. April 1987 begann er als Diözesankonservator und Leiter der kirchlichen Denkmalpflege des Bistums Hildesheim zu arbeiten. 1994 promovierte Kruse an der Universität Hannover mit einer Arbeit über das Heiligen-Geist-Hospital in Lübeck. Im Jahr 2000 habilitierte er sich – ebenfalls an der Universität Hannover – mit einer Arbeit über die Baugeschichte des Hildesheimer Doms. 2004 wurde er an der TU Braunschweig zum außerplanmäßigen Professor ernannt. In den Jahren 2007 bis 2014 vertrat Kruse dort die vakante Professur für Baugeschichte. Im März 2013 trat er als Hildesheimer Diözesankonservator in den Ruhestand; sein Nachfolger wurde Stefan Amt.
Kruse lebte zeitweilig in Eberholzen bei Hildesheim. Auf einem von ihm erworbenen Resthof legte er einen japanischen Garten mit Teehaus an.

## Schriften (Auswahl)
- Zu Untersuchungs- und Datierungsmethoden mittelalterlicher Backsteinbauten im Ostseeraum, in: Archäologisches Korrespondenzblatt Bd. 12 (1982), S. 555–562.
- Das „Kouphus“, ältester Bauteil des Rathauses zu Duderstadt, in: Die Goldene Mark Bd. 36 (1985), S. 21–25
- Neue Befunde im ehem. Benediktinerkloster St. Ludgeri in Helmstedt, in: Berichte zur Denkmalpflege in Niedersachsen Bd. 6 (1986), S. 92–97
- Das ehemalige Zisterzienserkloster Mariental. Die Ergebnisse der bauarchäologischen Untersuchungen 1983–1986, in: Christof Römer (Hrsg.): Das Zisterzienserkloster Mariental bei Helmstedt 1138–1988. München 1989, S. 35–44.
- Die Baugeschichte des Klosters Marienrode, in: Hildesheimer Heimat-Kalender 1989, S. 43–48.
- Die Baugeschichte des Heiligen-Geist-Hospitals zu Lübeck. Mit einem archäologischen Beitrag von Günter P. Fehring (= Lübecker Schriften zu Archäologie und Kulturgeschichte Bd. 25), Bonn 1997, ISBN 3-7749-2822-3 (= Dissertation).
- mit Ute Römer-Johannsen: Heiningen, St. Peter und Paul. Passau 1997, ISBN 3-932705-00-9.
- mit Maren Christine Härtel: Die frühen Helmstedter Klosterbauten. Mit einem Anhang zur Kapitellplastik im Helmstedter Ludgerikloster, in: Jan Gerchow (Hrsg.): Das Jahrtausend der Mönche. Klosterwelt Werden 799–1803. Köln 1999, S. 281–290.
- Der Hildesheimer Dom. Von der Kaiserkapelle und den Karolingischen Kathedralkirchen bis zur Zerstörung 1945: Grabungen und Bauuntersuchungen auf dem Domhügel 1988 bis 1999 (= Materialhefte zur Ur- und Frühgeschichte Niedersachsens. Reihe A; Heft 27), Hannover 2000, ISBN 978-3-7752-5644-5 (=  Habilitationsschrift).
- Die Modell-Rekonstruktionen des Hildesheimer Domes, in: Regine Schulz u. a. (Hrsg.): Hildesheim im Mittelalter. Die Wurzeln der Rose (Begleitbuch zur Ausstellung im Roemer- und Pelizaeus-Museum Hildesheim vom 29. März – 4. Oktober 2015), Hildesheim 2015, S. 28–35 (Digitalisat).
- (Hrsg.): Der Heziloleuchter im Hildesheimer Dom. Schnell + Steiner, Regensburg 2015, ISBN 978-3-7954-2755-9.
- Die Baugeschichte des Hildesheimer Domes. Schnell + Steiner, Regensburg 2017, ISBN 978-3-7954-3208-9.
- Der Hildesheimer Mariendom. Eine kurze Baugeschichte (um 815 bis 2014).  Schnell + Steiner, Regensburg 2017, ISBN 978-3-7954-3230-0.